# التحالف الجمهوري للقوى الاجتماعية
التحالف الجمهوري للقوى الاجتماعية هو تحالف انتخابي في مصر يتنافس في الانتخابات البرلمانية المصرية لعام 2015. انسحب بعض المرشحين من هذه القائمة وكذلك قائمة صحوة مصر وانضموا إلى قائمة مصر.